# براین میلر
براین میلر (به انگلیسی: Brian Miller) زادهٔ ۱۹ اکتبر ۱۹۳۷ بازیکن فوتبال اهل انگلستان بود که سابقهٔ بازی در تیم ملی فوتبال انگلستان را در کارنامهٔ خود دارد. وی در تاریخ ۲۷ مه ۱۹۵۱ تنها بازی ملی خود را در مقابل تیم ملی فوتبال اتریش انجام داد.